# Gobio kovatschevi
Gobio kovatschevi är en fiskart som beskrevs av Chichkoff, 1937. Gobio kovatschevi ingår i släktet Gobio och familjen karpfiskar. Inga underarter finns listade i Catalogue of Life.
Exemplaren blir upp till 105 mm långa. Hos fisken är bröstet täckt av fjäll. Artens skäggtöm når fram till ögonens centrum när de böjs bakåt.
Arten förekommer i avrinningsområdet av floden Provadijska Reka i östra Bulgarien som mynnar vid Varna i en vik av Svarta havet. Fisken föredrar flodens övre och mellersta lopp.
Beståndet hotas av vattenföroreningar. Utbredningsområdet är maximal 5000 km² stort. IUCN kategoriserar arten globalt som sårbar.